# Пољска књижевност током Другог светског рата
Избијање Другог светског рата у Европи је потпуно променило пољски културни и књижевни живот. Нацистички и совјетски окупатори су забранили рад свих пољских институција. Уметници су били приморани да стварају у тајности или у егзилу. Пољска књижевност током Другог светског рата претрпела је огромну штету. Међутим, писци су наставили да стварају дела у илегали (Polska podziemna), као и у иностранству (Polska walcząca).   

## Позадина
Септембар 1939. године је почео најмрачнијим сценаријем. Пољска, у том тренутку још увек млада држава, поново се суочила са бруталношћу рата и губитком слободе. Међутим, без обзира на новонастале околности, развој књижевности и културе био је и даље веома жив, чак и током немачке окупације. Основана је нелегална штампа и почеле су се формирати групе младих писаца. Осим што је била главни град Пољске, Варшава је била и културна престоница. Премда је био затворен и забрањен, Варшавски универзитет је почео радити у илегали, што је помогло да се одржи патриотски дух, не само у културном већ и војном оквиру.
Људи из „колумбове генерације” су били најкреативнији. Најпознатији међу њима су били Кшиштоф Камил Бачињски, Тадеуш Гајци и Анджеј Тшебињски. Они су утврдили особине и стремљења пољске ратне књижевности. Писци старије генерације, попут Леополда Стафа, Марије Домбровске, Зофје Налковске, Јарослава Ивашкјевича, Јежија Загурског и Чеслава Милоша су били активни на територијама окупираним од стране Немачке. Писци, који су били затечени инвазијом Совјетског Савеза, почели су да раде за комунистички месечник 'Nowe Widnokręgi' (Нови хоризонти), а многи од њих су касније радили у Савезу пољских патриота. У овај круг се убрајају Ванда Василевска, Јежи Путрамент и Адам Важик . Многи писци су ухапшени, одведени у радне, концентрационе логоре или совјетксе логоре.
Бројни писци су приморани на емиграцију. Неки од њих су нашли уточиште у Великој Британији и Сједињеним Америчким Државама. 
У Француској излази недељник "Пољске вести" ("Polish news"). 
Без обзира на тешке животне прилике и ратне околности, књижевност овог периода се одликује разноликошћу мисли и ставова. 
Поезија је била најпопуларнији књижевни жанр, а лирика младих уметника попут Бачињског, Гајција и Боровског одликовала се изразитом дубином. Ратно стање и окупацију, обележио је и развитак прозног писања (Анджеј Тшебињски, Тадеуш Гајци ). У прози су доминирале кратке форме, као што су новеле и приповетке (Јарослав Ивашкјевич, Јежи Анджејевски). Књижевност је пружала сведочанство о рату у Пољској, најчешће кроз књижевне врсте као што су дневници и мемоари (Марија Домбровска, Зофја Налковска, Анджеј Тшебињски). Током рата, документарна литература је процветала због тежње писаца да опишу тешка времена. Најистакнутији писци овог књижевног жанра су били Мелхиор Вањкович, Јозеф Чапски, Густав Херлинг-Груђињски, Боровски.

## Колумбова генерација
Под појмом "Колумбова генерација" се подразумева генерација младих писаца рођена око 1920. године, чије је одрастање обележено разарањима за време Другог светског рата. Они су учествовали у Варшавском устанку и били активни у отпору против немачке окупације. Колумбова генерација је добила своје име из наслова књиге "Колумбовци. Годишњак 20", коју је написао Роман Братни. Представници ове генерације нису могли да воде нормалан, безбрижан живот. Још од ране младости су се суочили са бруталношћу рата и тешкоћама живота током окупације. 
Најпознатији представници Колумбове генерације су били Кшиштоф Камил Бачињски, Владислав Бартошевски, Мирон Бјалошевски, Тереса Богуславска, Вацлав Бојарски, Тадеуш Боровски, Роман Братни, Олгјерд Будревич, Јежи Фицовски, Тадеуш Гајци, Густав Херлинг Груђињски, Кристина Крахелска, Војћех Менцел, Вођимјеж Пјетшак, Тадеуш Ружевич, Зђислав Стројињски, Вислава Шимборска, Анджеј Тшебињски, Јозеф Шчепањски, Збигњев Херберт.

## "Уметност и друштво"
После септембарског пораза, култура се сматрала важним психолошким чиниоцем, одговорним за националну судбину. Писци суочавају стварност са књижевношћу двадесетих година међуратног доба, док млади песници проналазе сопствено гледиште и почињу да утичу на ставове друштва у вези са ратом. За разлику од својих претходника, песници ратног времена су били војници и глас пољског народа, а не безазлени романтичари. Млади писци се осврћу на стара дела и дају им ново значење, при чему вредновање прошлости добија нову, моралну димензију.
Сви ставови ратних писаца изложени су у познатом часопису пољског подземља 'Sztuka i narod' („Уметност и народ“). Приче уредника овог часописа показују безнадежну битку за независност. Онуфри Броњислав Копчињски, један од стваралаца овог часописа, стрељан је у логору у Мајданеку док је Вацлав Бојарски, његов сарадник, преминуо од рањавања након акције испод споменика Николи Копернику. Анджеј Тшебињски, један од последњих уредника, je стрељан у јавном погубљењу, у новембру 1943, а Тадеуш Гајци је погинуо током Варшавског устанка 1944. године.

### Кшиштоф Камил Бачињски
Кшиштоф Камил Бачињски (Јан Бугај) рођен у Варшави 22. јануара 1921. године. Био је један од најпознатијих песника пољске ратне књижевности, један од представника „Колумбове генерације“. Активно је учествовао у рату као војник народне војске (Armia Krajowa), а био је и део извиђачке операције (Szare Szeregi). Бачински је био пољско-јеврејског порекла. Похађао је средњу школу Стефана Баторија, где је био познат као изузетно надарен дечак. У истој школи упознаје своје будуће ратне другове Тадеуша Завадског познатог и као „Зоска“, Јана Битнара познатог и као „Руди“ и Маћеја Алексија Давидовског, знаног као „Алек“. Студирао је пољску књижевност на незваничном Варшавском универзитету, али је одустао да би се бавио поезијом и учествовао у заверама против окупатора. 
Током рата издао је 4 тома своје поезије. Рат је главни мотив његових песама. Међутим, његова поетика се бави и неисцрпним темама попут људског духа, ума, мисли о младости и адолесценцији, дотиче се и апокалипсе, коју сматра неизбежном. Увидео је испразност своје генерације и прихватио је то као реалност. Његова најпознатија дела су Елегија о. . . пољском дечаку, Мазовија, Историја, Поглед, Бела магија и Генерација. Погинуо је на почетку Варшавског устанка, 4. августа 1944. године.

### Тадеуш Гајци
Тадеуш Гајци („Карол Топорницки“, „Роман Ошћен“) рођен је 8. фебруара 1922. године. Био је песник и војник Народне Армије (Armia Krajowa). Студирао је у познатој католичкој гимназији. Био је олтарски дечак у цркви Светог Јована. Године 1941. положио је завршне испите у школи и почео студије пољске књижевности на Варшавском универзитету. Током рата био је последњи уредник часописа Уметност и друштво. Његове песме одишу искреним, али тешким патриотизмом. Његова најпознатија дела су „Хит”, „Униформисано певање”, „Рапсодија о Варшави”. Погинуо је у Варшавском устанку, 22. августа 1944. године.